# Saut en longueur féminin aux Jeux olympiques d'été de 1996
Pour un article plus général, voir Athlétisme aux Jeux olympiques d'été de 1996.
Navigation
Barcelone 1992 Sydney 2000
L'épreuve du saut en longueur féminin aux Jeux olympiques de 1996 s'est déroulée les 1er et 2 août 1996 au Centennial Olympic Stadium d'Atlanta, aux États-Unis.  Elle est remportée par la Nigériane Chioma Ajunwa.

## Résultats

### Finale
| Rang               | Athlète              | Pays             | Essais | Essais | Essais | Essais | Essais | Essais | Marque | Notes |
| Rang               | Athlète              | Pays             | 1      | 2      | 3      | 4      | 5      | 6      | Marque | Notes |
| ------------------ | -------------------- | ---------------- | ------ | ------ | ------ | ------ | ------ | ------ | ------ | ----- |
| Médaille d'or      | Chioma Ajunwa        | Nigeria          | 7.12   | 6.99   | 6.85   | 6.84   | -      | X      | 7.12   | AR    |
| Médaille d'argent  | Fiona May            | Italie           | 6.68   | 7.02   | 6.78   | 6.73   | 6.76   | 6.88   | 7.02   | NR    |
| Médaille de bronze | Jackie Joyner-Kersee | États-Unis       | 6.55   | 6.75   | 6.86   | X      | 6.52   | 7.00   | 7.00   |       |
| 4                  | Niki Xanthou         | Grèce            | X      | 6.97   | X      | 6.67   | 6.95   | 6.85   | 6.97   |       |
| 5                  | Olena Shekhovtsova   | Ukraine          | 6.84   | 6.88   | X      | 6.97   | X      | X      | 6.97   |       |
| 6                  | Agata Karczmarek     | Pologne          | 6.90   | X      | X      | X      | X      | 6.65   | 6.90   |       |
| 7                  | Nicole Boegman       | Australie        | 6.73   | X      | X      | X      | 6.55   | 6.23   | 6.73   |       |
| 8                  | Tunde Vaszi          | Hongrie          | 6.60   | X      | X      |        |        |        | 6.60   |       |
| 9                  | Chantal Brunner      | Nouvelle-Zélande | 6.45   | 6.49   | 6.45   |        |        |        | 6.49   |       |
| 10                 | Voula Patoulidou     | Grèce            | X      | 6.26   | 6.37   |        |        |        | 6.37   |       |
|                    | Sharon Jaklofsky     | Pays-Bas         | X      | X      | X      |        |        |        | NM     |       |
|                    | Iva Prandzheva       | Bulgarie         |        |        |        |        |        |        | DQ     |       |

## Légende
Records et Performances
- AR : Record continental (area record)
- CR : Record des championnats (championship record)
- MR : Record du meeting (meet record)
- NR : Record national (national record)
- OR : Record olympique (olympic record)
- PR : Record paralympique (paralympic record)
- PB : Record personnel (personal best)
- SB : Meilleure performance personnelle de la saison (season's best)
- WL : Meilleure performance mondiale de l'année (world leader)
- WJR : Record du monde junior (world junior record)
- WR : Record du monde (world record)

Circonstances et Conditions
- DNF : N'a pas terminé (did not finish)
- DNS : N'a pas pris le départ (did not start)
- DQ : Disqualification (disqualification)
- NM : Aucun essai valable enregistré (No Mark)
- Q : Qualifié « directement » au prochain tour (ou à la prochaine compétition), lors d'une compétition majeure, grâce au classement ou à la réalisation des minima (automatic qualifier)
- q : Qualifié au prochain tour (ou à la prochaine compétition), lors d'une compétition majeure, grâce au repêchage ou à la réalisation de l'une des meilleures performances parmi celles des « non qualifiés directement » (grâce au meilleur temps ou à la meilleure distance par exemple) (secondary qualifier)